# Sūduvos stadionas
Sūduvos stadionas – wielofunkcyjny stadion w Mariampolu, na Litwie. Obiekt może pomieścić 4000 widzów. Do 2008 roku swoje spotkania rozgrywali na nim piłkarze klubu Sūduva Mariampol.
Stadion u skrzyżowania ulic Kowieńskiej i Sportowej w Mariampolu posiada zadaszoną trybunę główną od strony zachodniej oraz niższą, niezadaszoną trybunę ciągnącą się wzdłuż całego boiska po stronie wschodniej. Całkowita pojemność obiektu wynosi 4000 widzów. Stadion wyposażony jest w czterotową (sześciotorową na głównej prostej), tartanową bieżnię lekkoatletyczną. Do czasu wybudowania w latach 2007–2008 nowego stadionu piłkarskiego około pół kilometra na północ od poprzedniego, stadion ten gościł występy klubu Sūduva Mariampol, w tym w rozgrywkach najwyższego poziomu ligowego oraz w Pucharze UEFA. Ponadto na stadionie odbywały się mecze młodzieżowych piłkarskich reprezentacji narodowych. 20 maja 2000 roku rozegrano na nim mecz finałowy Pucharu Litwy (Ekranas Poniewież – Žalgiris Wilno 1:0), dwa razy gościł on również spotkania o Superpuchar Litwy, 8 lipca 1996 roku pomiędzy Karedą Szawle i Inkarasem Kowno (2:1; był to pierwszy w historii mecz o Superpuchar Litwy, choć trofeum to przyznano już rok wcześniej Inkarasowi Kowno za zdobycie dubletu) oraz 27 czerwca 2007 roku pomiędzy FBK Kowno i Sūduvą Mariampol (1:0).